# Djazia Satour
Djazia Satour, née le 9 décembre 1980 à Alger, est une auteure-compositrice-interprète, chanteuse et guitariste française vivant en France depuis 1990.

## Biographie
Djazia Satour naît à Alger, où elle vit jusqu'à l'âge de 9 ans. Elle arrive à Grenoble en 1990.
À l'âge de 15 ans, elle découvre le studio et les tournées avec ses aînés de Gnawa Diffusion pour lesquels elle assurera pendant quatre ans des chœurs. Son demi-frère Amazigh Kateb est un des membres de Gnawa Diffusion.
Djazia Satour a 19 ans lorsque le groupe MIG se monte autour de sa voix et du style trip-hop électro. L'aventure durera six ans et le groupe se produira notamment en première partie de Sinsémilia et The Cranberries, ainsi que sur divers plateaux télévisés (Ce soir (ou jamais ! ) en 2006).
Explorant d'autres genres musicaux comme le blues ou la soul, et privilégiant des arrangements dédiés entièrement à la scène, elle entreprend par la suite une carrière solo, produisant elle-même ses albums, ce qui aboutit à l'enregistrement de trois disques : Klami un 6 titres auto-produit en 2010, puis deux albums complets, Alwâne en 2014 et Aswât en 2018.
Djazia Satour chante en anglais et en arabe algérien. Elle regrette de ne pas parler kabyle, bien qu'un de ses grands-pères soit kabyle.
Les thèmes de prédilection de ses chansons sont l'angoisse du temps qui passe, l'aspiration à la liberté, l'errance et l'amour hors du temps.

## Membres
- Djazia Satour : chant
- Ben Richou : guitare
- Remi D’Aversa : batterie, claviers, machines
- Simon Bacroix : basse
- Stéphane Plotto : claviers

## Discographie
- 1999 : Diatribe de l'Opprobre (EP de 7 titres avec la participation du rappeur Shaolin)[3]
- 2001 : MIG (maxi de MIG 2000-2001)
- 2004 : Dhikrayat (album de MIG)
- 2006 : Yamatna (album de MIG)
- 2010 : Klami (premier EP solo, autoproduit)
- 2014 : Alwâne (fr.: Des Couleurs) (album solo ; label : ZZ Productions; Music Unit)
- 2018 : Aswât[4] (fr.: Des Voix) (album solo ; label : Alwâne Music)
- 2018 : Vinyle Collector[5] (4 titres, dont inédits ; label : Alwâne Music)

### Apparitions
- 2004 : Liberta - Pep's feat. Djazia Satour, sur l'album Au sourire de l'âme de Pep's
- 2005 : El F'lak - Le Peuple de l'Herbe feat. Djazia Satour, sur l'album Dopebeats : Jusqu'ici tout va bien vol.1 de Supadope Records
- 2005 : Still Be Blue - Bande-Originale du film documentaire Sharks 3D de Jean-Michel Cousteau[6]
- 2016 : Coco, Petit Cadeau et Seven Glories - Soan feat. Djazia Satour, sur l'album Retourné Vivre de Soan

### Créations autour de la sortie de l'album Alwâne
Préalablement à la sortie d'Alwâne, plusieurs chansons inédites ont été dévoilées en tant que vidéos live session sur YouTube. La sortie du disque a également été accompagnée d'un clip pour le premier titre, Bittersweet, basé sur d'étonnantes incrustations animées. Les textes de l'album et leurs traductions sont librement accessibles sur le site de l'artiste, qui a par ailleurs préparé une édition limitée de 50 recueils manuscrits des textes de ses chansons en arabe, sur des livrets fabriqués à la main par l'artiste Mavi Boiano.